# Casa Tomelet
La Casa Tomelet és una casa d'Escunhau al municipi de Vielha e Mijaran (Vall d'Aran) inclosa a l'Inventari del Patrimoni Arquitectònic de Catalunya.

## Descripció
El portal d'accés a "l'auviatge" és obra de fàbrica, de pedra, amb els muntants que imiten l'estructura dels pilars (els capitells duen motllures en relleu). Entorn del pati interior s'estructuren la casa, la "bòrda", el corral i una galeria amb coberta a dues aigües. Aquesta galeria sostinguda per bigues de fusta, recolzades sobre dues pedres rectangulars que les protegeixen de la humitat, és treballada a manera de porxo; a la part superior hi ha una barana de fusta, i a la part inferior, un safareig i un "cum". La casa és d'estructura rectangular, de dues plantes i "humarau", amb fienstres i "lucanes". La "capièria" paral·lela a la façana s'orienta a migdia. Els murs són de pedra vista, sense arrebossar. La porta d'accés és de fàbrica, amb una llinda que duu gravada i pintada en vermell la següent inscripció que s'ha de llegir en la columna: ANO: MAº BARTOLOME// 1822[º] MOGA.